# Tamás Aczél
Tamás Aczél (ur. 16 grudnia 1921 w Budapeszcie, zm. 18 kwietnia 1994 w Bostonie) – węgierski pisarz, laureat nagrody Kossutha i Stalina, dziennikarz.

## Życiorys
W 1939 r. ukończył studia w Budapeszcie. Potem wyjechał do Włoch. Od 1948 r. był szefem komunistycznego Wydawnictwa Iskra. W latach 1950–1953 pełnił funkcję redaktora naczelnego Gwiazdy, czyli oficjalnego periodyku dotyczącego polityki kulturalnej reżimu komunistycznego na Węgrzech. w latach 1953–1956 był sekretarzem Związku Pisarzy Węgierskich. W 1956 r., po upadku powstania antysowieckiego wyjechał z Węgier. Najpierw przebywał w Wielkiej Brytanii, zaś od 1966 r. w USA.